# Judovstvo
Júdovstvo, žídovstvo ali judaízem je abrahamska religija; vera in kultura Judov. Je prvo izpričano monoteistično verstvo. Velikokrat se zmotno razlaga, da se judovski bog imenuje Jahve (tudi Jehova), čeprav se v judaizmu božjega imena nikoli ne izgovarja. Znana je le označba JHVH, katere izgovorjava se je skozi stoletja izgubila. Judovska vera predstavlja deloma tudi osnovo za nekatere druge vere, denimo krščanstvo in islam.
Za prvega Juda velja Abraham, s katerim naj bi bog sklenil zavezo in izvoljeni judovski narod (glej: Hebrejci) popeljal iz egiptovskega suženjstva v obljubljeno deželo. Njegovi potomci naj bi po njegovem sinu Jakobu ali Izraelu dobili ime Izraelci. 
Že iz časov pred srednjim vekom so bili Judje velikokrat preganjani in so morali ponekod živeti v njim namenjenem zaprtem območju, imenovanem geto. Judje so razseljeni po vsem svetu, pri čemer se je veliko Judov asimiliralo z lokalnim prebivalstvom; pogosto so prevzeli lokalni jezik in navade, razen verovanja. Preganjanje pripadnikov judovske veroizpovedi je doseglo svoj vrhunec z nacističnim holokavstom med drugo svetovno vojno. Po njej so tudi uradno dovolili razglasitev judovske države, kjer so si Judje iz vsega sveta ustvarili svojo lastno državo Izrael. 